# Katharina Schratt
Katharina Schratt, magyarosan Schratt Katalin (Baden, 1853. szeptember 11. – Bécs, 1940. április 17.) osztrák színésznő, Ferenc József császár barátnője.

## Fiatalkora
Katharina Schratt a Bécs melletti Badenben született Anton Schratt kereskedő egyetlen lányaként. Két fiú testvére volt. Hatéves korában már a színház érdekelte, noha szülei megpróbálták a színészi pályától eltéríteni és így Kölnbe küldték egy nevelőintézetbe, de ez csak olaj volt a tűzre. Végül engedélyt kapott, hogy színészi leckéket vegyen Bécsben és 17 évesen szülővárosában a badeni színházban debütált.

## Munkássága
1872-ben a berlini királyi udvari színházhoz került és rövid idő alatt komoly sikereket ért el, mint naiva. Néhány hónap múlva azonban elhagyta Németországot, mivel meghívást kapott a bécsi Városi Színháztól (Burgtheater). Hamarosan a bécsi színházak vezető színésznője lett.
1879-ben férjhez ment báró ittebei Kiss Miklós (1852–1909) magyar nemeshez, akitől Anton (1880–1970) nevű fia született. Nem sokkal ezután az össze nem illő pár elvált.
Schratt a tengerentúlon turnézott és New Yorkban is játszott, majd visszatért a bécsi Hofburg színházhoz. 1893-tól a Burgtheater örökös tagja. 1900-as nyugalomba vonulásáig – amire azért kényszerült rá, mert nézeteltérése támadt Paul Schlenther igazgatóval – ő volt Ausztria legnépszerűbb színésznője.
Színpadra utoljára Mária Terézia szerepében lépett, de mivel a felreppent pletykákból Bécs népe tudni vélte, hogy Ferenc József császár barátnője, császárnőként, ráadásul a Habsburg-dinasztiából való császárnőként nagy visszatetszést keltett. Egyes kritikusok egyenesen az „ízléstelenség csúcsáról” beszéltek.

## Császári barátnő és bizalmas
Schratt Katalin az 1880-as évek kezdetén a Hofburg színházban való fellépéseivel és alakításaival nagy benyomást tett Ferenc József császárra. Meghívták III. Sándor orosz cár látogatásakor a kremsi kastélyba is. Hamarosan Ferenc József bizalmasa lett. Mivel a császár és Erzsébet császárné (Sisi) házassága megromlott, a császárné kifejezetten bátorította a császár és a színésznő barátságát, sőt – úgy híresztelték – ő maga boronálta őket össze, hogy házastársi kötelezettségei teljesítése alól mentesülhessen. 
Udvari források szerint 1885-től a színésznő Ferenc József császár szeretője lett. Olyan titokban randevúztak, hogy arról a Ferenc József őrzésével megbízott titkosrendőrség sem tudott. Erzsébet császárné ellentmondásosan viszonyult a kialakult helyzethez. A felszínen barátságosan viselkedett Schrattal, ám magában lenézte őt, amiről bökverse is tanúskodik: "Hasát fűzi oly szorosra, / hogy jajdul máj, és nyög a lép. / Mintha nyársat nyelt volna, / úgy ül, s hogy ring, ha jár, ha lép! / Úgy véli, ő Titánia, / s ligetben pajzánul szökell, / pedig hiú e mánia: / kövér a Schratt, fogynia kell!"
A császárné 1898-as meggyilkolása után is folytatódott a továbbra is diszkréten kezelt viszony – egy összezördülés miatti rövid megszakítással 1900–1901-ben –, egészen a császár 1916-ban bekövetkezett haláláig, azaz több, mint 30 éven át. A sajtóban már hírek kezdtek fölreppenni azzal kapcsolatban, hogy a császár morganatikus házasságra készül. Ám e „koholtság bélyegét magán viselő” híreket a hivatalos lapok cáfolták. (Mindenesetre a híresztelések elterjedtségéről árulkodik, hogy újságírói minőségében Ady Endre is cikket szentelt a császár és a színésznő esetleges nászának.) 
A politikába Schratt Katalinnak sose volt beleszólása. Befolyását ugyanakkor jól jelzi egy udvari kamarás mondása, mely a szerepkörét frappánsan így foglalta össze: “Ő volt az ablak, amelyen át a császár a világba tekintett.”
Jutalma a fényes élet volt egy villával a Schönbrunnhoz közeli Gloriettegassén, valamint Bad Ischlben. Mindemellett a császár fizette Schratt játékszenvedélyének költségeit is. Férjének 1909-ben bekövetkezett halála után megörökölte a Kärtner Ringen az operával szemközt lévő háromemeletes Königswarter-palotát is.
Schratt Katalint 1916-ban, a császár halálakor a koporsóhoz sem engedték oda Ferenc József rokonai. A temetésen való jelenlétét nem viselte volna el a szigorú etikett. 
Említést érdemel, hogy jelentős emberek is kitüntették barátságukkal Schrattot, úgymint Johann Wilczek, vagy Szász-Coburg-Koháry Ferdinánd herceg, a későbbi I. Ferdinánd bolgár cár. 
Távolságtartóbb vélemények is megfogalmazódtak vele kapcsolatban. „A primitíven egészséges osztrák nő archetípusa. Szellemével, értelmével nem különösebben mozgat meg minket” – írta róla a kor krónikása, Karl Kraus osztrák költő, esszéista és újságíró.

## Öregkora és halála
Ferenc József halála után visszavonultan élt. 
Az Osztrák-Magyar Monarchia háborús erőfeszítéseiből azonban kivette a részét, és ahogyan a Budapesti Hírlap arról hírt adott 1917. december 5-i számában, egyenesen a hadi érdemkereszt első osztályával jutalmazták az első világháború idején egy hadikórházat vezető nyugalmazott színésznőt. (E kitüntetést tehát már I. Károlytól /magyar királyként IV. Károlytól/ kapta.)
Az 1930-as évek elején újságírók kezdték üldözni, hogy a császárral való kapcsolatáról beszéljen. Schratt Katalin fogadta is a sajtó képviselőit, ám ahelyett, hogy arról beszélt volna velük, ami őket a legjobban érdekelte – ez a téma ugyebár Ferenc József lett volna –, anyagi gondjait ecsetelte: elpanaszolta milyen magasak az adók, s milyen alacsony a nyugdíja.

Könyvkiadók is megkeresték, hogy írja meg emlékiratait, de ő mindenre azt válaszolta, hogy „én színésznő vagyok, nem író és nincs mit mondanom, mert én sosem voltam egy Pompadour, sem Madame de Maintenon”. Utolsó éveiben mélyen vallásos lett, naponta meglátogatta Ferenc József és Erzsébet császárné kriptáját. Szerette az állatokat, sokat adakozott állatmenhelyeknek.

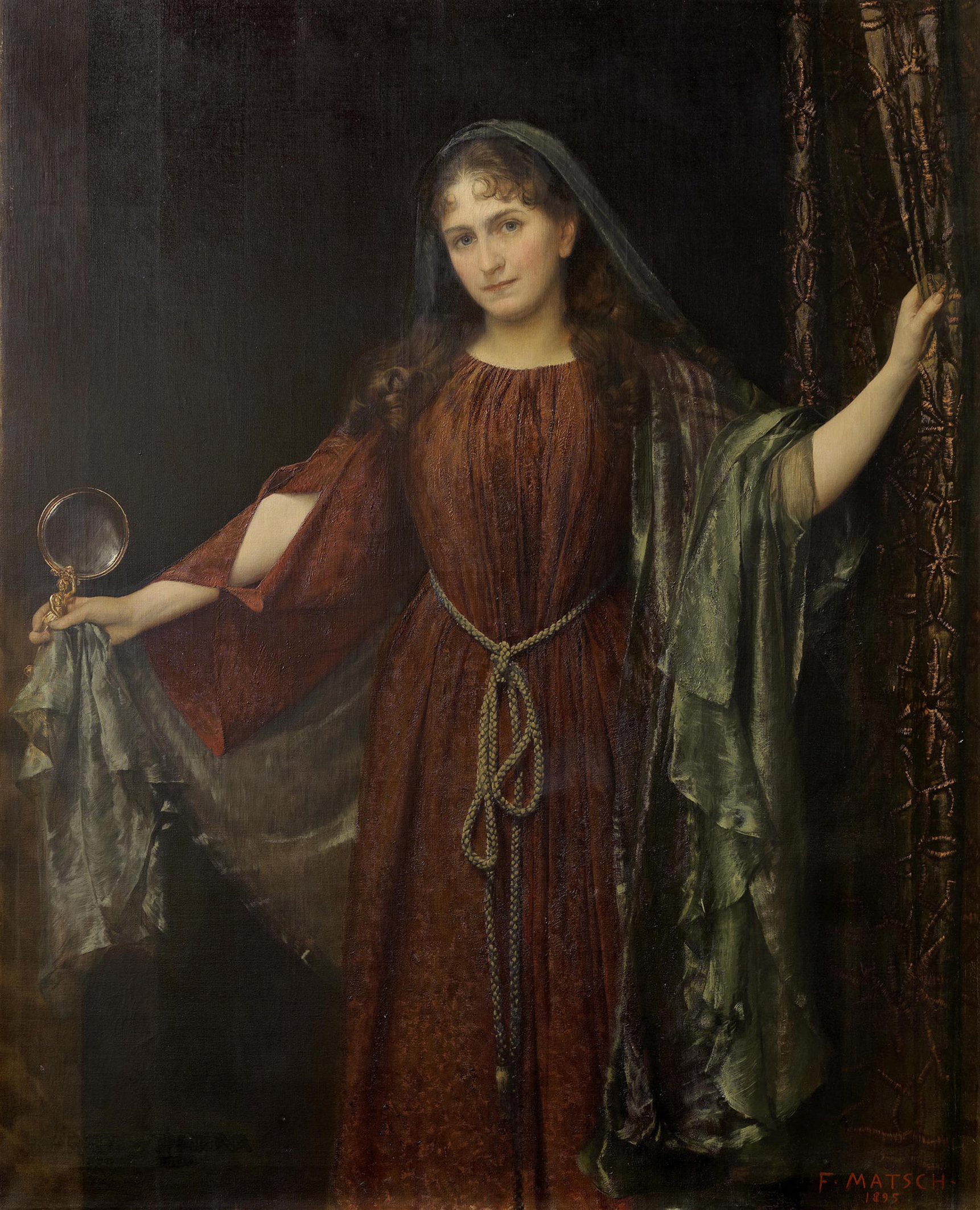
Schratt Katalin a színpadon

Megérte az Anschluss-t, Hitler bécsi bevonulását is. 1940-ben halt meg 86 éves korában. Bécsben a hietzingi temetőben nyugszik.
A Ferenc József által hozzá írt levelek egy része 1949-ben, az egész gyűjtemény 1970-ben került nyilvánosságra. A levelezés bepillantást nyújt a máskülönben megközelíthetetlen és zárkózott császár lelkébe, aki Schratt Katalinnak megvallja vívódásait, feltárja gyengéit, s a levelek mindegyikéből kiérzik a "legfőbb őrangyalának" nevezett címzetthez fűződő bensőséges viszony, mély érzelem és bizalom.

## Emlékezete
Alakja felbukkan Lajta Erika Bordély az egész világ című elbeszéléskötetében. Az egyik, Szolgálj, szerelem! című elbeszélés ugyanis a Ferenc József, az Erzsébet királyné és a Schratt Katalin közötti szerelmi háromszögnek állít emléket.
Ebből az elbeszélésből is kiviláglik, hogy míg Erzsébet királyné egy depresszív hajlamú, komplikált lelkületű „modern” nő volt, Schratt Katalin inkább a korszak irodalmában oly sokszor megénekelt „édes bécsi lánykák” közé tartozott. Jó kedélye, problémátlan lénye nagyban hozzájárult ahhoz, hogy az államügyekben megfáradt Ferenc József olyannyira kereste a társaságát.